# Kuna skalní
Kuna skalní (Martes foina), v minulosti někdy nazývaná též kuna domácí, je šelma z čeledi lasicovitých. Vyskytuje se ve větší části Evropy a v Asii, zavlečena byla do USA. Řadí se mezi nejběžnější evropské šelmy, často žije i v těsné blízkosti lidí. Má štíhlé tělo, obvykle 70 až 80 cm, výjimečně až okolo 90 cm dlouhé (včetně ocasu). Hmotnost se většinou pohybuje mezi 1 až 2 kg, někdy i více. Samci bývají větší než samice. Barva srsti je hnědá či šedohnědá, náprsenka je obvykle bílá a poměrně velká. Podobá se sice na první pohled kuně lesní, ale jde o dva jasně oddělené druhy se spoustou odlišností.
Jako biotop preferuje otevřené listnaté vzrostlé lesy, křovinatou, kamenitou a skalnatou krajinu. Využívá i lidmi přetvořená stanoviště (lomy, lesní holiny, opuštěné budovy). Je to většinou samotářský (kromě samic s mláďaty) a teritoriální tvor. Řadí se mezi potravní oportunisty. Živí se rozličnými menšími živočichy (hlodavci, ptáky, hmyzem, plazy aj.) a jídelníček si ve velké míře doplňuje rostlinnou stravou. K páření dochází nejčastěji v létě, nicméně samice vrhá mláďata až následující jaro, neboť během březosti prochází obdobím odložené nidace.
Někdy je lidmi považována za škůdce, neboť může zabíjet menší domácí zvířata, poškozovat automobily a znečišťovat lidské stavby. Globálně jí nehrozí žádné zásadní nebezpečí, a proto ji Mezinárodní svaz ochrany přírody považuje za druh málo dotčený.

## Taxonomie

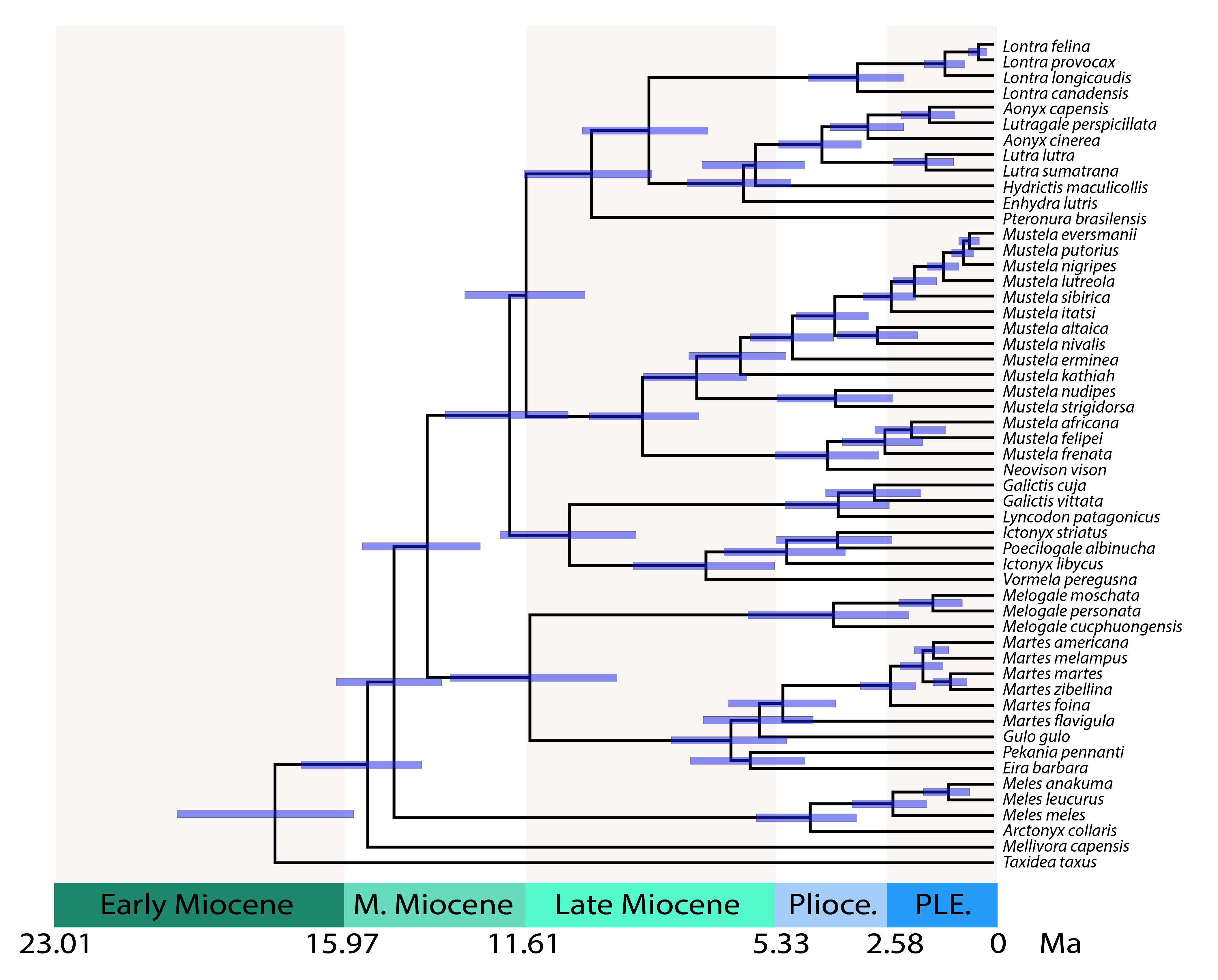
Fylogeneze kunovitých dle studie z roku 2018 (Lineage Diversity and Size Disparity in Musteloidea: Testing Patterns of Adaptive Radiation Using Molecular and Fossil-Based Methods)

Kunu skalní popsal německý přírodovědec Johann Christian Polycarp Erxleben v roce 1777 pod vědeckým názvem Mustela foina, jenž byl později změněn na Martes foina. Řadí se do čeledi lasicovití, konkrétně do rodu Martes neboli kuna. Ten kromě kuny lesní a skalní zahrnuje i charzy a soboly. Do společného kladu s těmito druhy se řadí ještě rosomák sibiřský, kuna rybářská a hyrare. Kuna skalní vytváří v rámci kladu samostatnou fylogenetickou větev. Její nejbližší příbuzní jsou charza žlutohrdlá a čtyři navzájem úzce spřízněné druhy: kuna lesní, sobol asijský, sobol východní, sobol americký. Rod Martes se objevil nejspíše v miocénu, k vyvinutí kuny skalní došlo zřejmě na přelomu pliocénu a pleistocénu, případně na úplném začátku pleistocénu. Druh pochází nejspíše z Asie a do Evropy se pravděpodobně dostal z jihozápadní Asie v pozdním mezolitu a především v neolitu, spolu s rozšiřováním zemědělství.

### Poddruhy
Podle starších zdrojů vytváří kuna skalní celkem 11 poddruhů:
- M. f. bosniaca Brass 1911 – Balkán
- M. f. bunites, Bate, 1906 – Kréta a dalších ostrovy Egejského moře
- M. f. foina, Erxleben 1777 – větší část Evropy včetně evropského Ruska
- M. f. intermedia, Severtzov, 1873 – střední, východní a jižní Asie
- M. f. kozlovi, Ognev, 1931 – východní Tibet
- M. f. mediterranea, Barrett-Hamilton, 1898 – Pyrenejský poloostrov
- M. f. milleri, Festa, 1914 – Rhodos
- M. f. nehringi, Satunin, 1906 – Kavkaz, část Turecka a Íránu
- M. f. rosanowi, Martino a Martino, 1917 – Krym
- M. f. syriaca, Nehring, 1902 – Sýrie
- M. f. toufoeus, Hodgson, 1842 – Tibet

Počet subspecií však může doznat rázných změn. Například výzkum z Řecka, kde údajně žijí tři poddruhy, toto dělení jednoznačně zpochybnil a rovněž v klasickém díle Savci Sovětského svazu autoři konstatují, že například názvy kozlovi a toufoeus jsou zjevně synonyma a navíc se nejspíše řadí do poddruhu intermedia.

## Popis

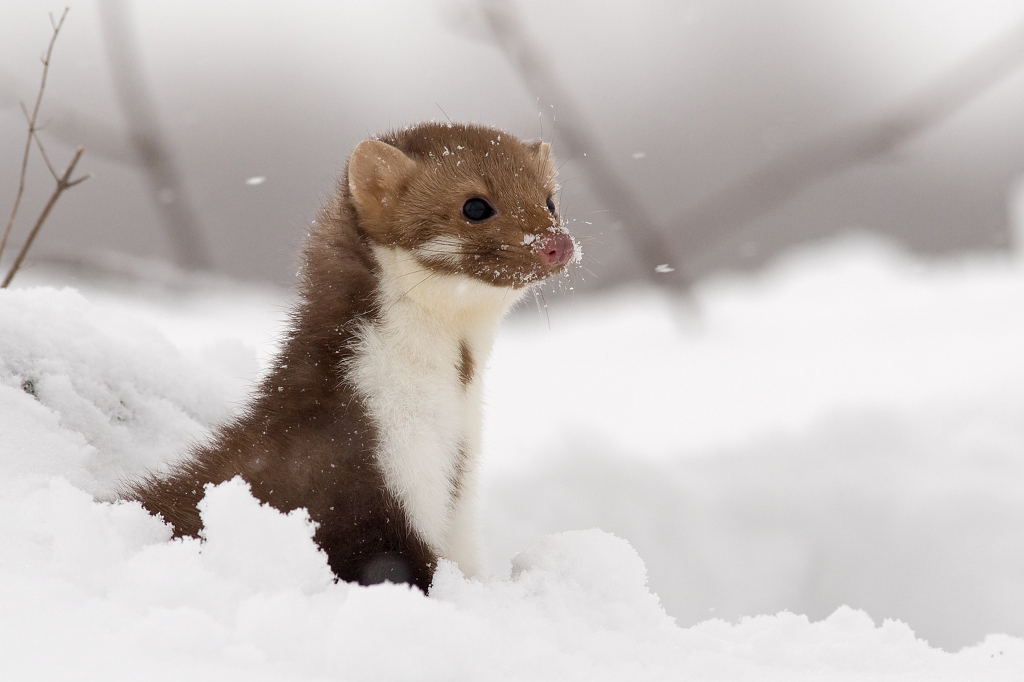
Kuna skalní v zimě

Má dlouhé štíhlé tělo s hnědou (či šedohnědou) srstí, našedle zbarvenou hlavou a bílou (občas krémovou) náprsenkou, která většinou dosahuje až k předním tlapkám. V některých oblastech, především na Krétě a ve Střední Asii, mají populace kun náprsenku malou, velmi nepravidelnou či roztříštěnou, případně někdy úplně chybějící. Srst je relativně hrubá s řídkými pesíky. Polštářky na tlapkách má holé nebo jen slabě pokryté srstí. Délka těla je 37 až 59 cm, ocas měří 21 až 32 cm, výška v ramenou je okolo 12 cm. Lebka je 71 až 86 mm dlouhá (kondylobazální délka = mezičelist až týlní výběžky), na výšku měří asi 29 až 33 mm. Dospělý jedinec váží 0,9 až 2,5 kg.
Ve velikosti je patrný pohlavní dimorfismus, samci jsou o něco větší a především těžší. Například výzkumy ze středního Bulharska ukázaly, že zdejší samci váží v průměru 1 648 gramů, zatímco samice 1 335 gramů. K podobným výsledkům došli vědci v Maďarsku (1 705 g vs. 1 309 g). Hlavními smysly jsou zrak a čich. Zubní vzorec je I 3/3, C 1/1, P 4/4, M 1/2, tedy celkem 38 zubů. Diploidní množství chromozomů (2n) je 38.

### Srovnání s kunou lesní

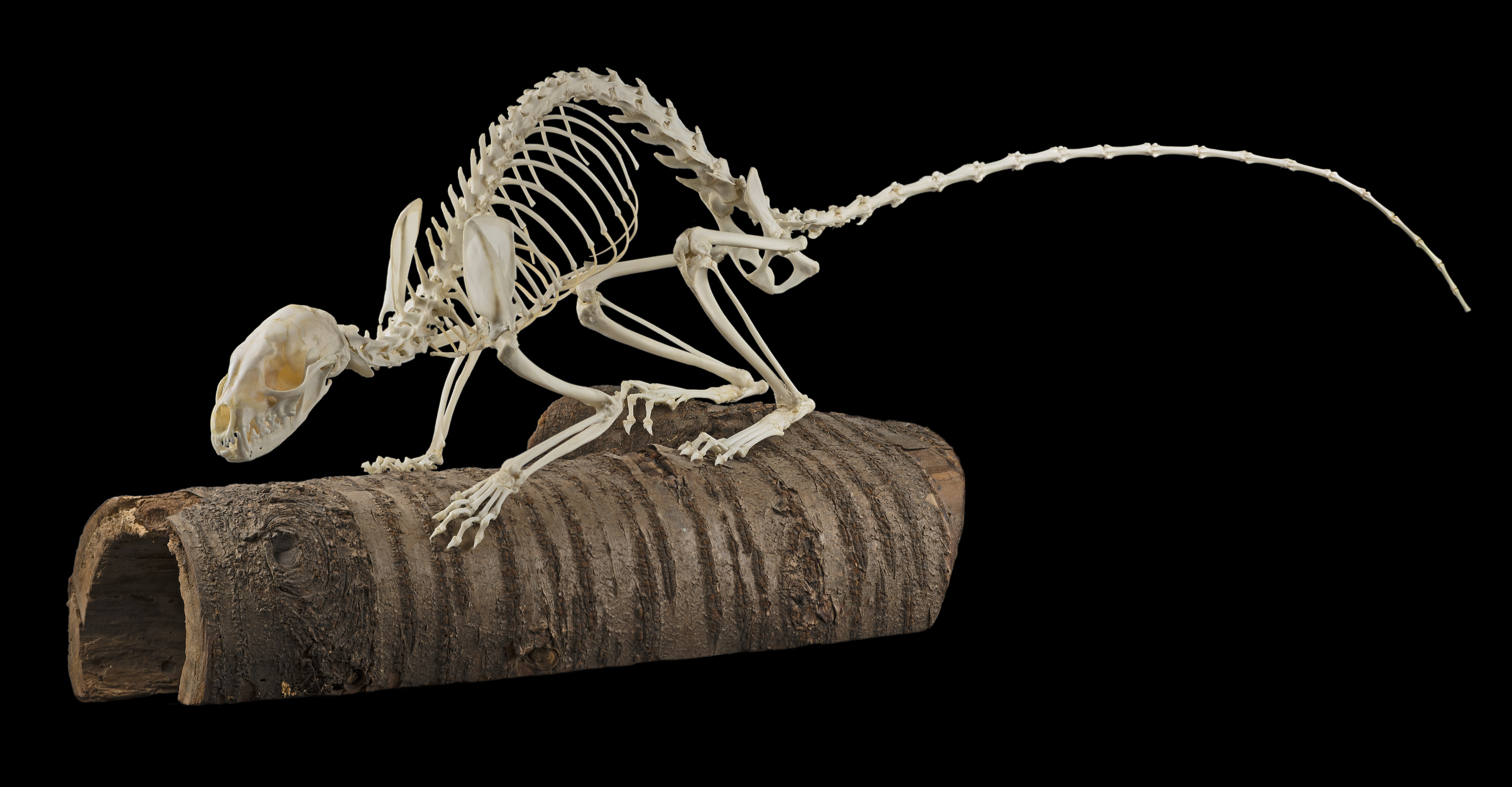
Kostra

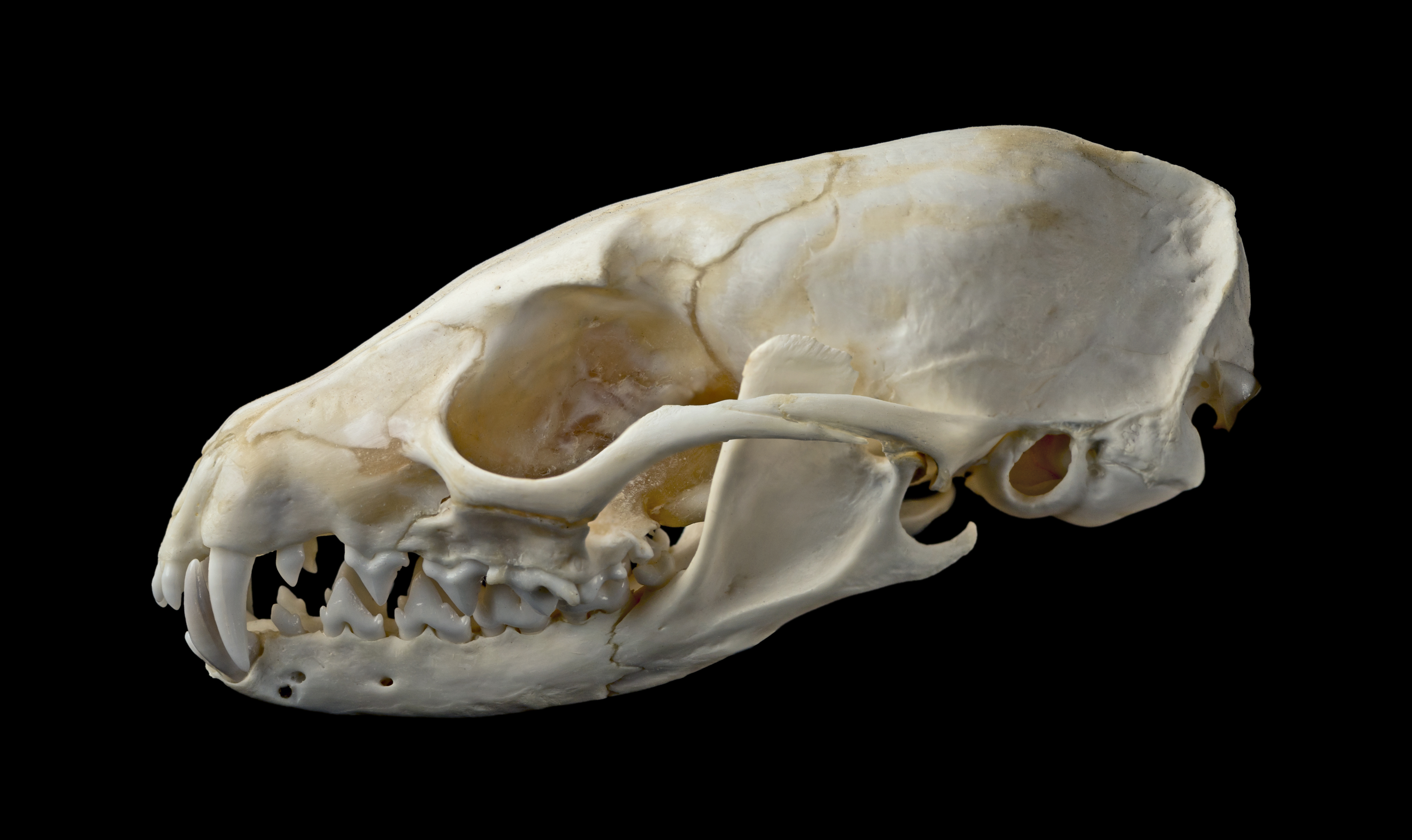
Lebka kuny skalní

Hlavním rozlišovacím znakem od podobně vypadající kuny lesní je náprsenka, kterou má kuna lesní žlutou a většinou menší. Podsada kuny lesní má šedou barvu, u kuny skalní téměř bílou. Další odlišností je barva nosu – kuna skalní ho má masově růžový či světle hnědý, kuna lesní ho má černý či šedočerný. Při stejné velikosti je kuna skalní o něco těžší než kuna lesní. Hlava kuny skalní je více prodloužená, uši kratší s kulatějšími konci, srst hrubší a řidší. Kuna lesní má poněkud delší špičáky a jinak tvarované třetí horní premoláry. Samec kuny skalní má větší penis a pyjovou kost než samec kuny lesní. Kuna skalní má vzhledem k celkovým proporcím kratší nohy a větší oči. Tlapky kuny lesní jsou daleko více osrstěné a celkově mají větší plochu, takže plošné zatížení kuny skalní je přibližně dvakrát větší než kuny lesní. Další rozdíl spočívá ve způsobu pohybu – kuna skalní se většinou plíží, kuna lesní častěji poskakuje.
Ačkoliv oba druhy vypadají podobně, jedná se o jasně separované taxony, které si nejsou geneticky nijak zvlášť blízké. K jejich oddělení došlo před asi 2,2 až 3,1 miliony let. Nekříží se mezi sebou (na rozdíl od sobola a kuny lesní). Proběhly sice lidmi připravené pokusy o hybridizaci, ale i když po mnoha neúspěších došlo jednou k narození mláďat, tak ta brzy uhynula.

## Rozšíření
Kuna skalní se vyskytuje ve větší části Evropy, kromě Skandinávského poloostrova, Britských ostrovů a severních oblastí evropského Ruska. Ve Středomoří žije na Krétě, Korfu, Rhodu a mnoha dalších ostrovech především v oblasti Egejského moře. Dříve žila i na Ibize, kde však v 70. či 80. letech 20. století vyhynula. V Asii je rozšířena především ve střední a západní části, ale i v části jižní (Pákistán, Indie, Nepál, Bhútán), východní (Čína) a okrajově i v jihovýchodní (Myanmar). Zavlečena byla do USA (Wisconsin). V Česku žije téměř na celém území, vyskytuje se zde ale až od holocénu.

## Ekologie a chování

### Stanoviště
Kuna skalní preferuje otevřenější habitat než jiné druhy rodu Martes. Vyskytuje se až do nadmořské výšky 4 200 metrů (Nepál). Nejčastěji žije v opadavých lesích, převážně při jejich okrajích. Má ráda lesy se staršími vzrostlými stromy, především duby. Ve Středomoří je obyvatelkou křovinatých kamenitých biotopů – makchií. Oblíbeným stanovištěm jsou zarostlá i otevřená skalnatá prostranství, kamenité výchozy a lidmi vytvořené „obnažené“ prostředí, jako jsou lomy. V horách osídluje kalamitní holiny, žije i na rašeliništích. Souvislým jehličnatým lesním plochám se spíše vyhýbá (další rozdíl oproti kuně lesní). Žije často v zemědělské krajině a v blízkosti lidských staveb či přímo v nich, a to i v centrech velkých měst. V urbanizovaných oblastech obývá půdy, opuštěné budovy, šachty, sklepy, skladiště, stáje, nádraží a podobné objekty. Známa je také návštěvami chat a chalup, kde rozkousává izolace, zanechává trus i zbytky potravy, lidem mohou vadit také hlučné aktivity kun v období páření. Mnohdy vniká i do zaparkovaných automobilů, kde může způsobit technické poruchy přehryzáním kabelů a hadiček. K úspěšnému rozšíření kun v městském prostředí zřejmě přispívá několik faktorů – nepřítomnost přirozených predátorů, široká nabídka potravy a silná diverzita prostoru. Není přizpůsobená životu na dlouhodobé sněhové pokrývce, na rozdíl od sobola a kuny lesní.

### Potrava
Kuna skalní je potravním oportunistou. Dle dat ze studie provedené na čtyřech místech v Čechách se na jejím jídelníčku nachází nejméně 107 živočišných a rostlinných druhů. Ve srovnání s ostatními druhy rodu Martes konzumuje nejvyšší podíl rostlinné stravy. Ve výběru potravy se projevuje pohlavní dimorfismus. Samci loví v poněkud větší míře obratlovce a spoléhají méně na rostlinnou stravu a bezobratlé než samice. Z živočichů převládají v potravě hlodavci (hraboši, myši, krysy, v městském prostředí zvláště potkani) a další malí savci (například králíci, hmyzožravci včetně ježků), nicméně koncem léta, na podzim a zčásti i v zimě tvoří velkou část jídelníčku ovoce, ořechy a semínka (může jít až o 95 % celkového objemu potravy). V poměrně velké míře požírá hmyz (především brouky, ale vyhrabává i hnízda čmeláků a vos) a jiné bezobratlé (žížaly, hlemýždě, plzáky). Dále konzumuje plazy a obojživelníky (zvláště žáby). Důležitou složku její potravy tvoří i ptáci (především pěvci a hrabaví, v městském prostředí často holubi) a jejich vejce. Kuna systematicky plení ptačí hnízda, kde si počíhá i na dospělé jedince. Nepohrdne ani mršinami. Spektrum potravy může doplňovat houbami. Složení potravy může výrazně ovlivnit roční období, kdy na jaře převládají veverky a malí hlodavci, na podzim se zvýší podíl hryzců a žížal, v zimě zajícovců a ptáků (data z jižní Moravy). Je-li jídla nadbytek, může si ve skrýši vytvářet zásoby.
Patří mezi obávané návštěvníky kurníků (a králíkáren), kde často zakousne všechny slepice (králíky), aniž by je sežrala či vysála krev. Někdy se stane, že kuna znavená zabíjením velkého počtu slepic, usne přímo v kurníku mezi mrtvou drůbeží. Kuny žijící v blízkosti lidí se přiživují na různých odpadcích, krmítkách a jídle určeném domácím zvířatům. Mnohdy také požírají nestravitelný antropogenní odpad (kousky papíru a plastových obalů, polystyren, vosk, části hliníkových fólií, kusy látek a kůže, kondomy, žvýkačky).

### Chování

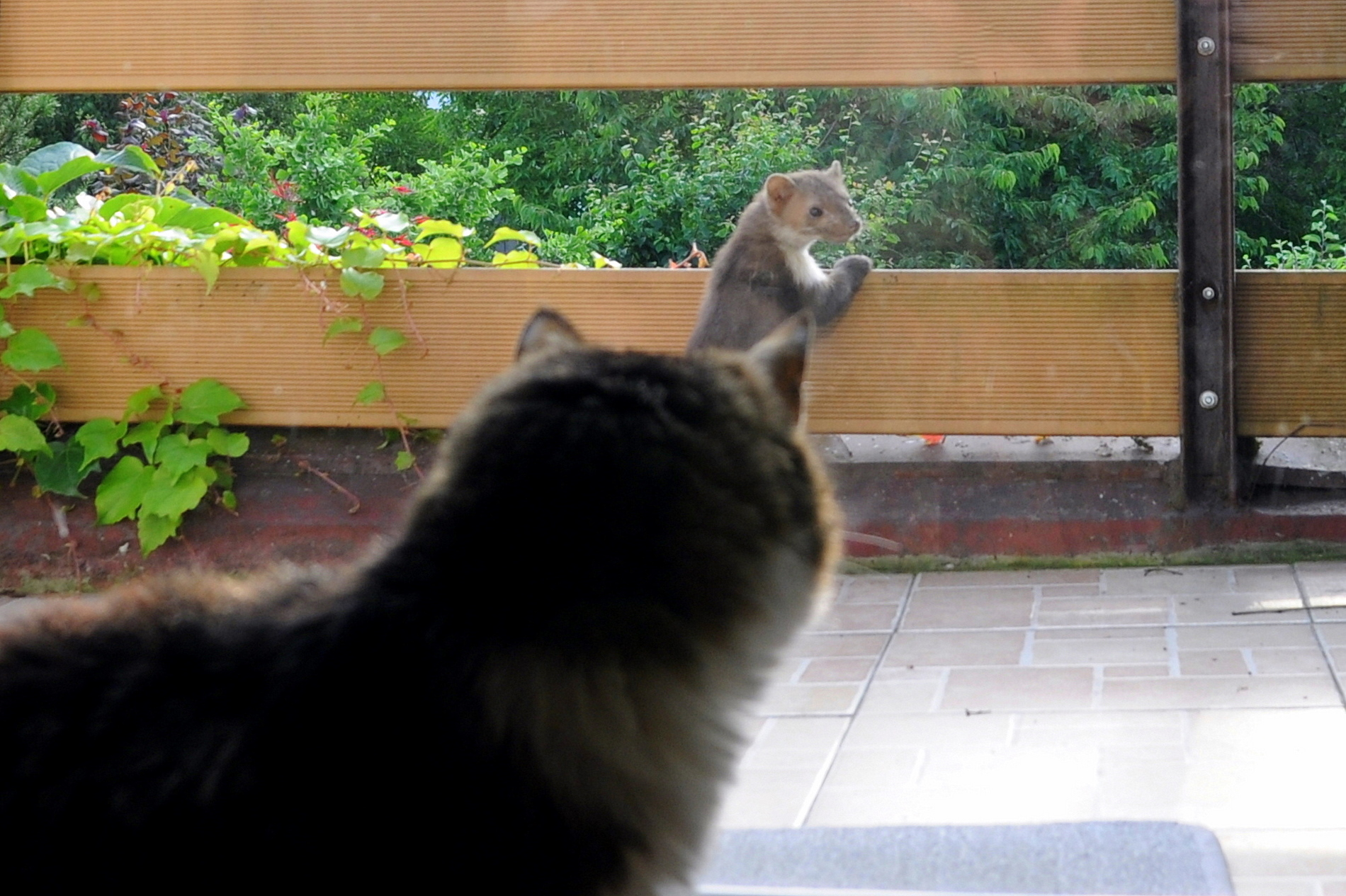
Kuna a kočka domácí

Je to obratná a mrštná šelma, jež je aktivní především v noci a za soumraku. Ze sociálního hlediska je většinou samotářská (kromě období páření a samic s mláďaty) a teritoriální. Studie provedená ve střední Itálii nicméně překvapivě zjistila, že samci se mohou podílet na výchově mláďat. Velikost teritoria se pohybuje od 9,5 po 880 hektarů a může se měnit v souvislosti s ročním obdobím (v létě bývají větší). Samci mají rozlehlejší území, která v sobě zahrnují i teritoria samic. V městské zástavbě jsou domovské okrsky obvykle výrazně menší než v přírodě či zemědělské krajině a je zde také výrazně vyšší populační hustota. Hlavním vnitrodruhovým komunikačním prostředkem jsou pachové značky.
Kuna si nebuduje doupata a ani neobývá jinými zvířaty vytvořená. Ve volné přírodě se schovává a odpočívá ve skalních puklinách, mezerách mezi kameny, v dutinách stromů a v hromadách klestí, v antropogenním prostředí využívá pestré nabídky lidských výtvorů. Dokáže velmi dobře šplhat po skalách, zdech, římsách, střechách a stromech (po nich ne tak dobře jako kuna lesní), nicméně jde o zvíře převážně zemní, kde i nejčastěji loví. Je zdatný plavec. Sovětský biolog G. A. Novikov publikoval v roce 1962 výsledky svého výzkumu chování kun. Například v zimě stopoval jedince na 17 km dlouhé trase. Během ní se kuna pouze 129 metrů přesunovala po stromech, nicméně celkem 105krát na stromy vylezla. Prozkoumala 107 různých pozemních úkrytů (padlé stromy, hromady klestí, díry, dutiny) a 57krát hrabala ve sněhu. Nikde se výrazně nezdržela a dělala jen malé odbočky.

### Rozmnožování, dožití

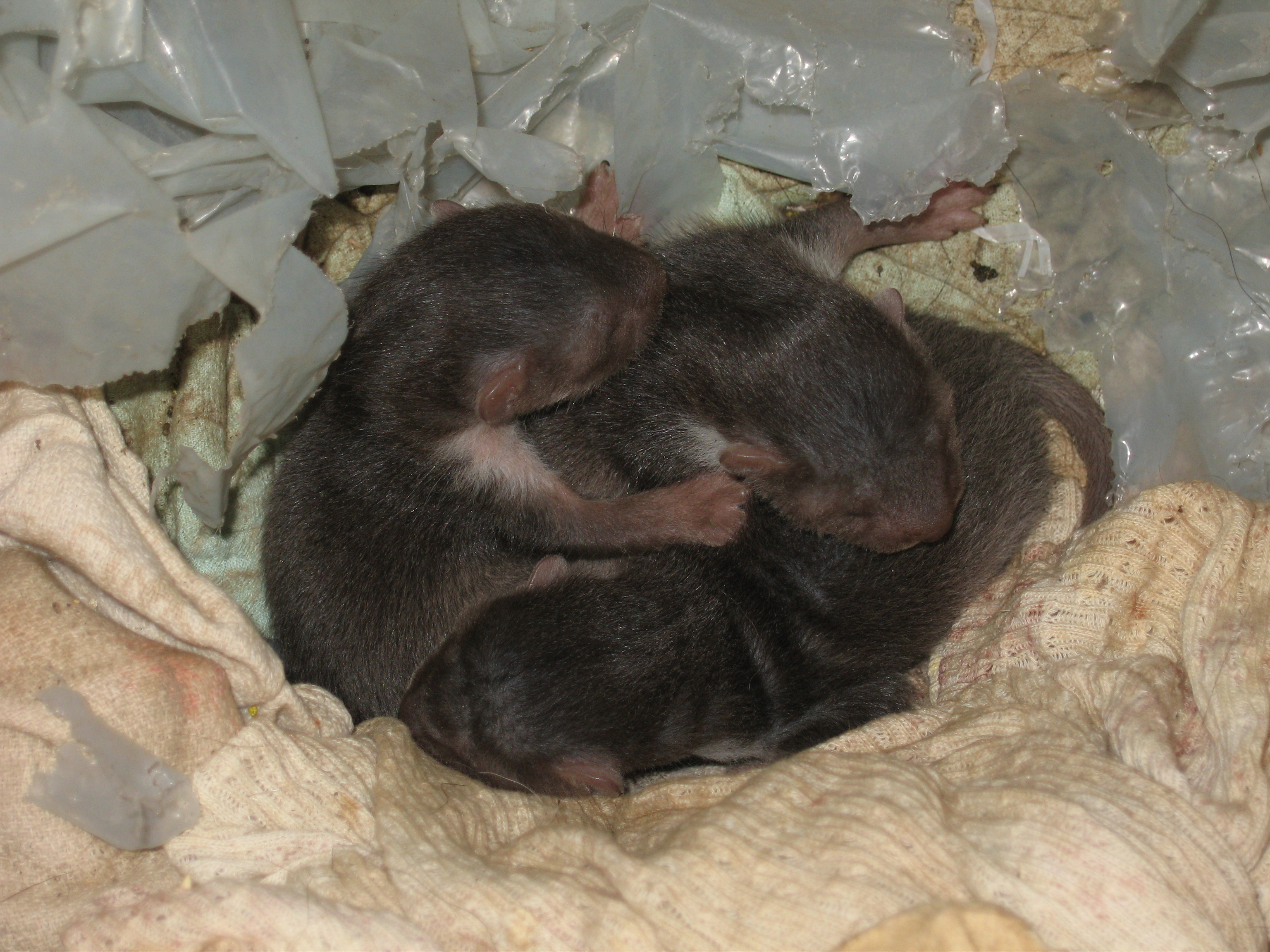
Tři mláďata kuny skalní v zemědělském stavení (Bulharsko)

K páření dochází v červenci a srpnu. Samice kun skalních prodělávají tzv. provokovanou (indukovanou) ovulaci, kdy se vajíčko uvolňuje z vaječníku až na základě stimulů vyvolaných kopulací. Samci mají velkou pyjovou kost a povrchové struktury na pyji, jež drážděním samičí vulvy spustí ovulaci. Kopulace bývá značně hlasitá a dochází k ní především v noci. Může trvat až jednu hodinu a samec při ní drží samici za volnou kůži na krku. Mláďata se rodí asi za osm až devět měsíců po páření (v březosti je období latence neboli odložené nidace), tedy nejčastěji v březnu a dubnu. Pokud není samice oplodněna přes léto, může zabřeznout ještě v zimě. To se pak ale neprojeví prodloužená březost a k vrhu dochází po asi 2 měsících. Samice vrhne jedno až osm (obvykle 3 až 5) slepých mláďat, která váží 28 až 34 gramů. Místem vrhu bývají v zalesněných oblastech nejčastěji dutiny stromů. Mladé kuny otevírají oči po 30 až 36 dnech. Samice je kojí 40 až 45 dnů. Po třech měsících se osamostatňují, až do konce léta či do podzimu však zůstávají s matkou. Pohlavně dospívají ve věku 15 až 27 měsíců. V průměru se kuny skalní ve volné přírodě dožívají 3, maximálně 10 až 12 a v zajetí až 18 let.

### Predátoři, konkurenti, parazité, nemoci
Mezi predátory kuny skalní patří jakékoliv větší šelmy, například lišky, vlci, rysové a v některých případech i kuna lesní. Dále může padnout za oběť větším dravým ptákům (orli, výři). Mláďata jsou predací výrazně ohroženější než dospělí jedinci. Antipredační strategie jsou kryptické chování (skrytí se), útěk a agresivní obrana. Konkurenty kuny skalní jsou jakékoliv malé a středně velké šelmy, například kuny lesní, kočky nebo tchoři. Je možné, že sympatrie a kompetice s kunou lesní vede k tomu, že se kuna skalní posune více směrem k býložravosti.

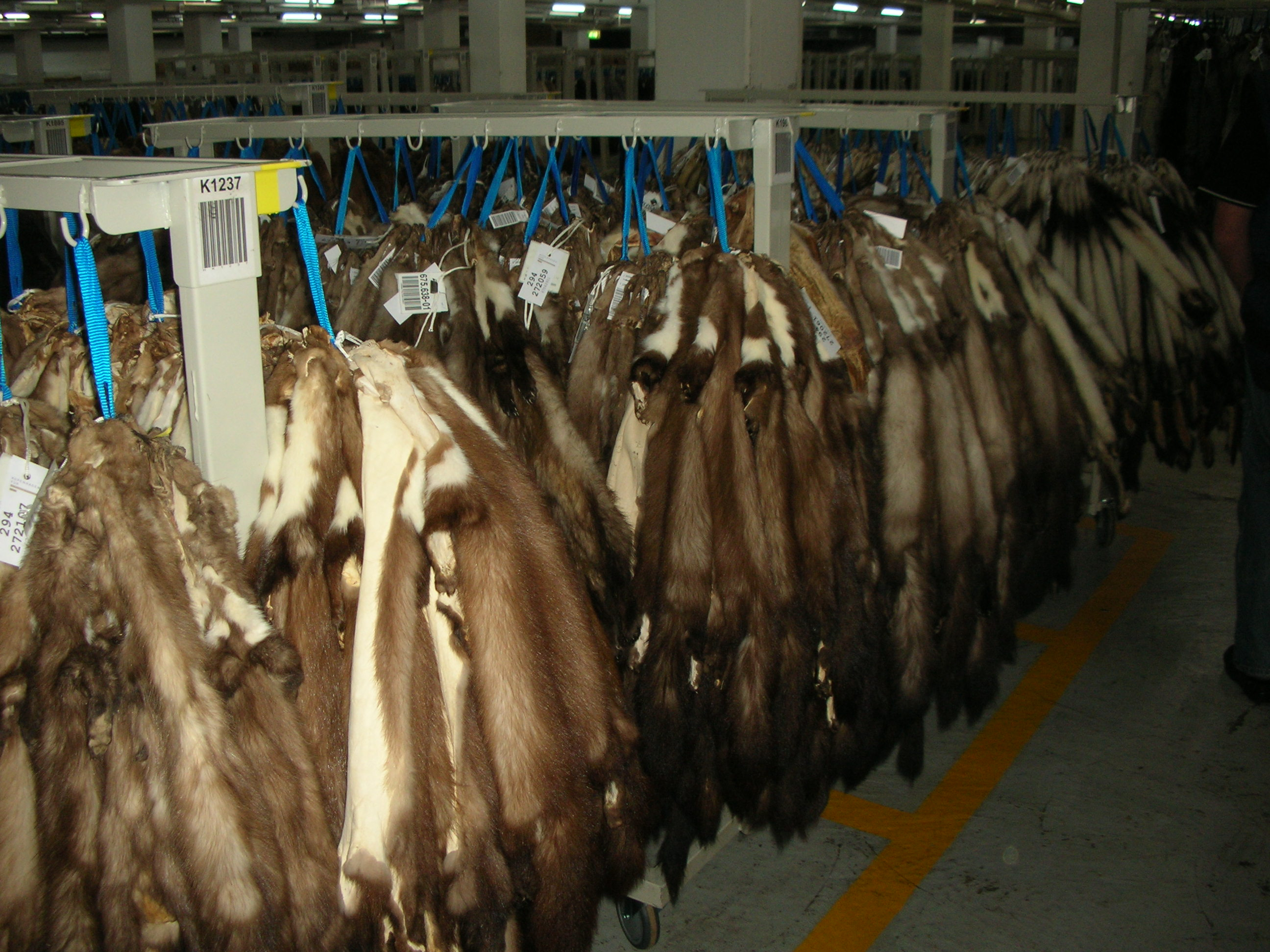
Kožešiny kuny skalní

Většina dospělých kun má v sobě parazitické červy, především tasemnice a hlístice. Z nemocí je někdy ohrožována vzteklinou, teileriózou (krevní onemocnění způsobované prvoky) a mladí jedinci encefalitidou.

## Vztah s lidmi, ohrožení, ochrana
Kuna skalní je mnohde považována za škůdce a může být kvůli tomu i hubena. Důvodem je především její poškozování automobilů (například údaje z Německa hovoří o 160 000 poškozených vozech ročně), izolací na domech a elektrických rozvodů a zabíjení menších domácích zvířat. Místo přímé likvidace se ji lidé mnohdy snaží různými prostředky plašit či vypudit. Užitečnost kuny spočívá v její schopnosti zabíjet z pohledu člověka škodlivé hlodavce (například hraboše, myši a potkany).
Hlavní příčinou úmrtnosti v městském prostředí jsou střety s dopravními prostředky. Na některých místech ji lidé loví kvůli kožešině (Indie, Rusko), ačkoliv ta není považována za tak kvalitní jako sobolí či kuny lesní. Nicméně nejsou známy žádné hrozby, které by měly výrazný negativní dopad na populaci této šelmy, a IUCN ji tak vyhodnocuje jako taxon málo dotčený.
Kuna skalní není v České republice předmětem zvláštní ochrany. Lovena smí být od 1. listopadu do posledního února, po zbytek roku je hájená. Pouze v oblastech chovu tetřeva, tetřívka, jeřábka a koroptve se smí lovit po celý rok.